# Евстати Паница
Евстати Сава Паница е български финансист.
Роден е през 1883 година в Търново в семейството на финансиста Сава Паница от местния род Паница. През 1899 година завършва Виенската търговска академия, работи за кратко в българската легация във Виена а след това учи стопански науки в Париж до 1907 година.
След връщането си в България участва в ръководството на разни предприятия. От 1921 година е почетен консул на Норвегия в България, а през Втората световна война организира канал, по който норвежци напускат окупирана Европа.
Женен е за Мария, дъщеря на финансиста и политик Димитър Яблански, от която има 3 деца – Сава-Димитър Паница, Харитина-Мария Шеневиер и журналиста и общественик Дими Паница.
След установяването на комунистическия режим в България получава норвежко гражданство и успява да напусне страната през 1948 година.
Евстати Паница умира през 1976 година.